# Королівський кубок Саудівської Аравії з футболу 2025—2026
Королівський кубок Саудівської Аравії з футболу 2025—2026 — 51-й розіграш кубкового футбольного турніру в Саудівській Аравії. Титул володаря кубка захищає Аль-Іттіхад.

## Календар
| Раунд       | Дата               | Матчі | Клуби  |
| ----------- | ------------------ | ----- | ------ |
| 1/16 фіналу | 21–24 вересня 2025 | 16    | 16 → 8 |
| 1/8 фіналу  | 27–28 жовтня 2025  | 8     | 16 → 8 |
| 1/4 фіналу  | 22-23 грудня 2025  | 4     | 8 → 4  |
| 1/2 фіналу  | 23-24 лютого 2026  | 2     | 4 → 2  |
| Фінал       | травень 2026       | 1     | 2 → 1  |

## 1/16 фіналу
| Команда 1         | Рахунок | Команда 2   |
| ----------------- | ------- | ----------- |
| 21 вересня 2025   |         |             |
| Джидда (2)        | :       | Ан-Наср     |
| Аль-Адалах (2)    | :       | Аль-Гіляль  |
| Аль-Вахда (2)     | :       | Аль-Іттіхад |
| Аль-Арабі (2)     | :       | Аль-Аглі    |
| Абха (2)          | :       | Аш-Шабаб    |
| Аль-Оруба (2)     | :       | Аль-Кадісія |
| Аль-Батін (2)     | :       | Аль-Іттіфак |
| Аль-Фейсали (2)   | :       | Ат-Таавун   |
| Ар-Раїд (2)       | :       | Аль-Охдуд   |
| Аль-Наджма        | :       | Дамак       |
| Аль-Джабалайн (2) | :       | Аль-Фатех   |
| Ат-Таї (2)        | :       | Аль-Халідж  |
| Аль-Хазм          | :       | Неом        |
| Аль-Зулфі (2)     | :       | Аль-Файха   |
| Аль-Джубаїл (2)   | :       | Ер-Ріяд     |
| Аль-Букірях (2)   | :       | Аль-Холод   |